# عناية إلهية
العناية الإلهية (Divine providence)، في علم اللاهوت، هي تدخل الله في الكون. عادة ما يتم التمييز بين "العناية العامة"، التي تشير إلى دعم الله المستمر لوجود الكون ونظامه الطبيعي، و"العناية الخاصة"، التي تشير إلى تدخل الله الاستثنائي في حياة الناس. المعجزات وحتى القصاص تقع عمومًا في الفئة الأخيرة.